# 松本博文
松本 博文（まつもと ひろふみ、1973年12月2日 - ）は、日本のフリーライター。主に将棋の中継記者、随筆を仕事とする。山口県下関市蓋井島出身。
山口県立下関西高等学校、東京大学法学部卒。第132期駒場寮委員長。東京大学将棋部に所属していた大学在学中から将棋書籍の編集・執筆に携わる。
卒業後は名人戦棋譜速報の立ち上げに尽力し、「青葉」の名で中継記者を務める。
初の著書である『ルポ　電王戦』で第27回将棋ペンクラブ大賞文芸部門を受賞。
将棋文化検定1級（2022年全コース最高点）。撮影した将棋関係の写真は2022年8月時点で約50万枚。
仕事部屋に将棋関連の本を多数コレクションしており、2020年から2021年にかけて、棋士の桐谷広人がテレビ番組の企画で、所有している大量の将棋雑誌を処分するとした際も、「買い取り手」として名乗り出た。

## 書籍
- ルポ 電王戦 人間vs.コンピュータの真実 (NHK出版、2014/06/07、ISBN 978-4140884362)
- ドキュメント コンピュータ将棋 (KADOKAWA、2015/03/25、ISBN 978-4040820019)
- 東大駒場寮物語 (KADOKAWA、2015/12/10、ISBN 978-4041032770)
- 棋士とAIはどう戦ってきたか～人間vs.人工知能の激闘の歴史 (洋泉社、 	2017/05/20、978-4800311719)
- 藤井聡太 天才はいかに生まれたか (NHK出版、 2017/10/10、978-4140885321)
- 藤井聡太はAIに勝てるか? (光文社、2018/03/20、978-4334043452)
- あなたに「指さる」将棋の言葉 (セブン&アイ出版、 2018/03/28、978-4860087708)
- 天才 藤井聡太 中村徹共著 文春文庫 2018/11/9
- 棋承転結――24の物語　棋士たちのいま 朝日新聞出版 2023/6/20